# Boniches
Boniches ist ein Ort und eine zentralspanische Gemeinde (municipio) mit 136 Einwohnern (Stand: 2024) im Norden der Provinz Cuenca in der Autonomen Region Kastilien-La Mancha. 

## Lage und Klima

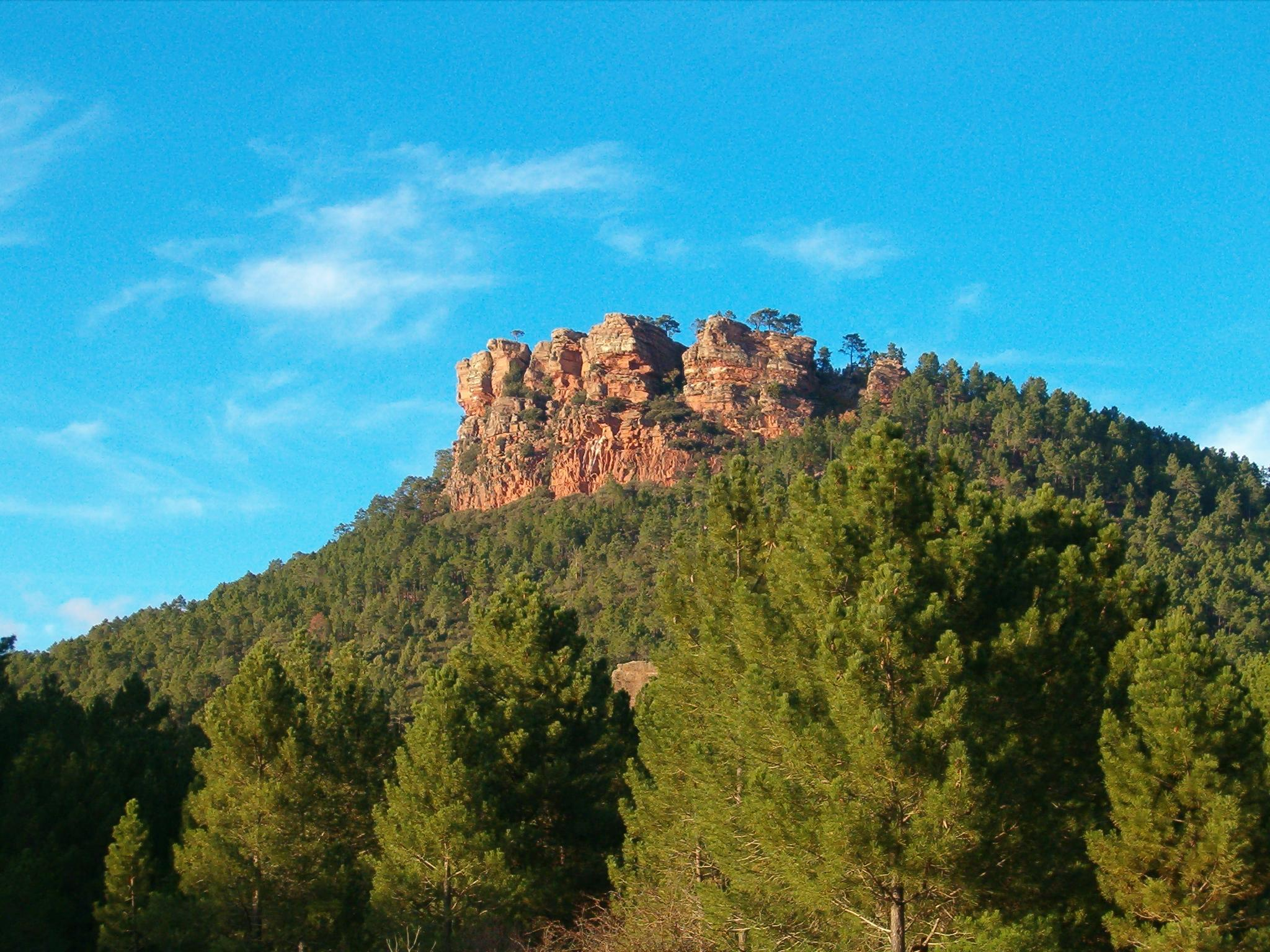
Peña de la Tabarreña

Boniches liegt auf der Westseite des Iberischen Gebirges in einer Höhe von ca. 1025 m. Die Provinzhauptstadt Cuenca befindet sich gut 55 Kilometer (Fahrtstrecke) westnordwestlich. Das Klima im Winter ist gemäßigt, im Sommer dagegen warm bis heiß. Regen (ca. 514 mm/Jahr) fällt das ganze Jahr über.

## Bevölkerungsentwicklung
| Jahr      | 1970 | 1981 | 1991 | 2001 | 2011 | 2021 |
| Einwohner | 331  | 283  | 205  | 201  | 141  | 138  |

## Sehenswürdigkeiten
- Peña de la Tabarreña, beeindruckende Felsformation
- Kirche Mariä Himmelfahrt

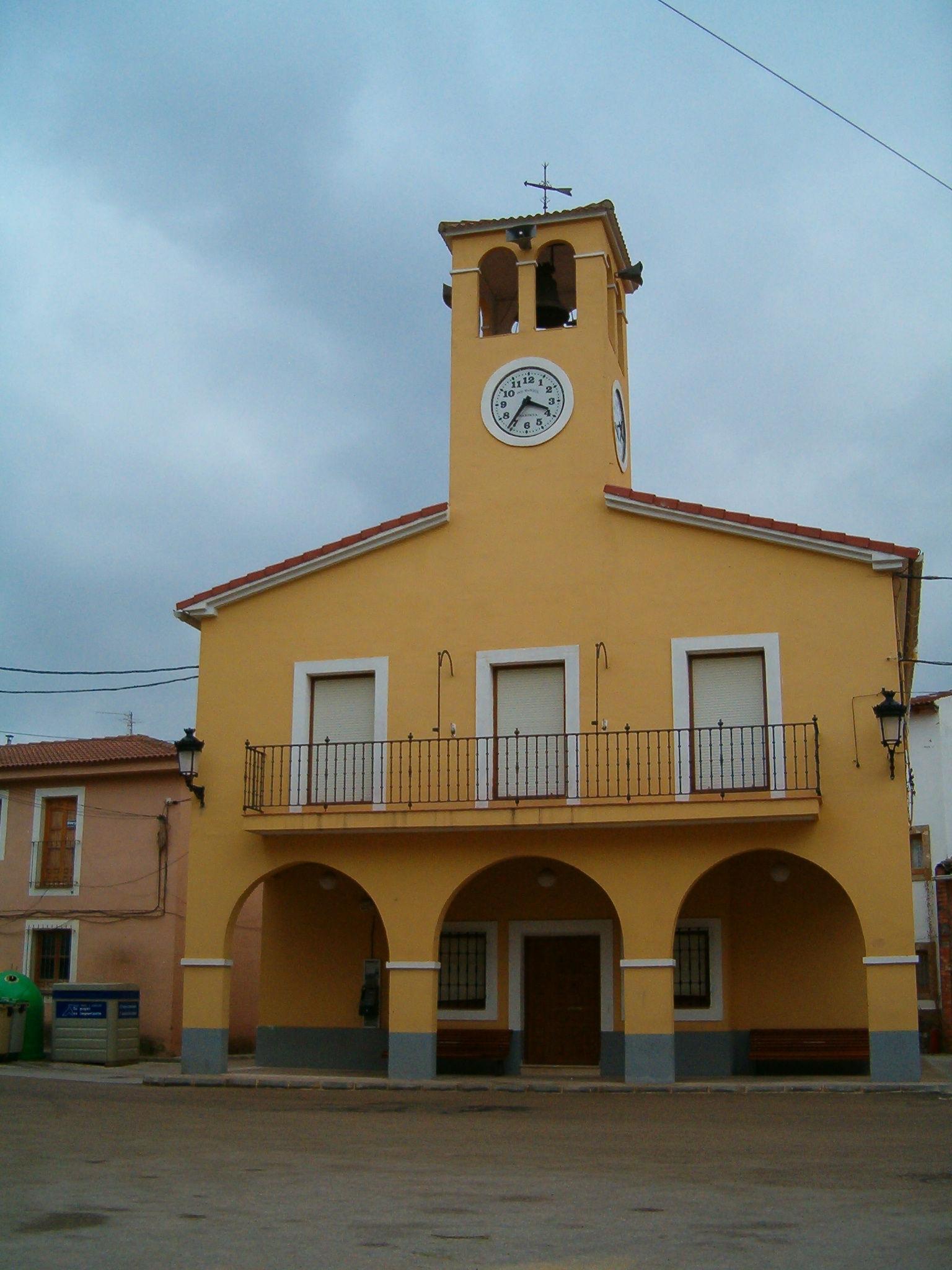
Rathaus Boniches